# Bicellariella stolonifera
Bicellariella stolonifera is een mosdiertjessoort uit de familie van de Bugulidae. De wetenschappelijke naam van de soort is voor het eerst geldig gepubliceerd in 1926 door O'Donoghue & O'Donoghue.